# Grays Peak
Grays Peak är en bergstopp i Kanada.   Den ligger i provinsen British Columbia, i den södra delen av landet, 3 100 km väster om huvudstaden Ottawa. Toppen på Grays Peak är 2 753 meter över havet.
Terrängen runt Grays Peak är bergig åt nordväst, men åt sydost är den kuperad. Trakten runt Grays Peak är nära nog obefolkad, med mindre än två invånare per kvadratkilometer.. Närmaste större samhälle är Balfour, 16,8 km sydost om Grays Peak.
I omgivningarna runt Grays Peak växer i huvudsak barrskog.